# Сатисфакция

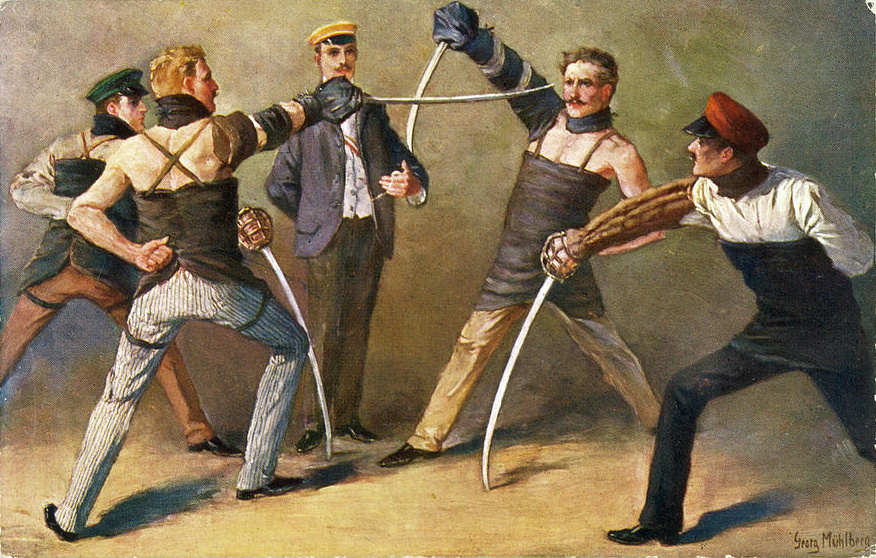
Георг Мюльберг, Студенческая дуэль на саблях (около 1900). Юноши, держащие сабли вниз, — секунданты, а человек с часами — арбитр.

Сатисфа́кция (от лат. satis — достаточно и лат. facere — делать, совершать) означает приблизительно удовлетворение, другая версия (от лат. satisfactio — удовлетворение) — удовлетворение за нанесение оскорбления чести.

## Сатисфакция как вид удовлетворения за личное оскорбление
Осуществляется обычно в форме дуэли, поединка с оскорблением. В случае, когда поединок с оскорблением невозможен по морально-этическим, техническим или иным причинам, его проводят без оскорблений, но заранее оговоренным оружием (холодным или огнестрельным).
Сатисфакцией считается также публичное извинение, признание собственной неправоты одной из сторон, удовлетворяющее требованиям другой стороны.

Если бы Хорнблауэр согласился счесть слова Симеона руганью пьяного задиры, на них
можно было бы не обращать внимания. Но при той позиции, которую Хорнблауэр занял, дело нельзя было замолчать, и Хорнблауэр это знал.

— Даже в этом случае сатисфакция возможна без дуэли.

— Если мистер Симеон принесет мне извинения в присутствии тех же двух джентльменов, я буду удовлетворен.

— Сесил Скотт Форестер. «Мичман Хорнблауэр»

## Сатисфакция в международном праве
Сатисфакция в международном праве — форма возмещения морального вреда, причинённого государством международно-противоправным действием. Сатисфакция относится к политическим формам ответственности.
Актами, причинившими нематериальный ущерб, могут быть ненадлежащее обращение с главами государств или дипломатическими и консульскими представителями государства, нападения на морские или воздушные суда, нарушения суверенитета или территориальной целостности государств, оскорбление государственных символов, например, государственного флага и т. д.
Государство, несущее ответственность за международно-противоправное деяние, обязано дать сатисфакцию за ущерб, причиненный этим деянием, насколько он не может быть возмещен реституцией и компенсацией. Сатисфакция может состоять в официальном признании совершенного нарушения, в выражении сожаления, в устных или письменных официальных извинениях. Это также могут быть расследование инцидента, наказание лиц, действия которых привели к причинению морального ущерба, заверения потерпевшего государства в том, что подобное не повторится и т. п.
Сатисфакция должна быть пропорциональна причинённому вреду и не должна иметь унизительный характер для несущего ответственность государства.